# Бантос Ніна Георгіївна
Ніна Георгіївна Бантос (? — ?) — українська радянська діячка, заслужений вчитель УРСР, вчителька Корсунь-Шевченківської середньої школи № 2 Черкаської області. Депутат Верховної Ради УРСР 3—4-го скликань.

## Біографія
Навчалася в жіночій гімназії, яку не завершила через нестатки. Екстерном склала екзамен на звання народної вчительки.
З 1910-х років працювала вчителькою шкіл на Черкащині.
Під час німецько-радянської війни перебувала в евакуації.
З 1940-х років — вчителька географії Корсунь-Шевченківської середньої школи № 2 Київської (з 1954 року — Черкаської) області. Викладала також в Корсунь-Шевченківському педагогічному училищі, керувала методичним об'єднанням викладачів географії.

## Нагороди
- орден Леніна
- ордени
- медалі
- заслужений вчитель школи Української РСР (17.02.1950)